# Arte interattiva
L'arte interattiva (detta anche interactive art) è una forma d'arte che coinvolge lo spettatore dandogli un ruolo attivo nella contemplazione dell'opera. Alcune installazioni di arte interattiva ottengono questo risultato facendo muovere l'osservatore attorno o addirittura all'interno di esse. Altre volte gli spettatori stessi sono parte dell'opera artistica.
L'artista non offre un'opera finita alla contemplazione, ma piuttosto crea un evento e le condizioni per vivere un'esperienza e il visitatore diventa coautore dell'opera insieme all'ideatore.
Già a partire dagli anni cinquanta del XX secolo l'idea che l'arte fosse un flusso di eventi che vede la compartecipazione di autore e spettatore era stata enunciata e attuata (John Cage, Allan Kaprow, il concetto di happening, il movimento Fluxus).
Le possibilità di interazione si sono accresciute in seguito con lo sviluppo delle tecnologie digitali.